# アイエス・フィールド
株式会社アイエス・フィールド（英語表記：Is.Field）は、日本の映画制作会社、芸能プロダクション。
映画監督・プロデューサーの嶋田豪が2006年に設立。「マイノリティな部分を少しでもメジャーに押し上げるのがインディーズの役目」とし、地域密着映画、ナイトビジネスを描く映画、海外との合同合作映画などを制作。宮崎奈穂子の14thシングル『あのとき』や、岸明日香のデビューシングルなど、CDレーベル事業も僅かながら手掛ける。

## 制作

### 映画
- アニと僕の夫婦喧嘩（2009年、監督：諸江亮）
- モノクロームの少女（2009年、監督：五藤利弘）
- 月と嘘と殺人（2010年、監督：高橋正弥）
- 昆虫探偵ヨシダヨシミ（2010年、監督：佐藤佐吉）
- ハンドメイドエンジェル（2010年、監督：祭文太郎）
- ハードライフ 〜紫の青春・恋と喧嘩と特攻服〜（2011年、監督：関顕嗣）
- アノソラノアオ（2012年、監督：ナシモトタオ）
- 私の叔父さん（2012年、監督：細野辰興）
- 武蔵野線の姉妹（2012年、監督：山本淳一）
- ユダ -Judas-（2013年、監督：大富いずみ）
- ばななとグローブとジンベエザメ（2013年、監督：矢城潤一）
- TOKYOてやんでぃ〜The StoryTeller's Apprentice〜（2013年、監督：神田裕司）
- 非金属の夜 nonmetal night（2013年、監督：中田圭）
- 赤々煉恋（2013年、監督：小中和哉）
- 女の穴（2014年、監督：吉田浩太）
- 思春期ごっこ（2014年、監督：倉本雷太）
- ハニー・フラッパーズ（2014年、監督：笹木恵水）
- 小川町セレナーデ（2014年、監督：原桂之介）
- 劇場版 神戸在住（2015年、監督：白羽弥仁）
- マンゴーと赤い車椅子（2015年、監督：仲倉重郎）
- クレヴァニ、愛のトンネル（2015年、監督：今関あきよし）
- お江戸のキャンディー（2015年、監督：広田レオナ）
- ポセイドンの涙（2015年、監督：大島孝夫、鹿島潤）
- ライアの祈り（2015年、監督：黒川浩行）
- ホコリと幻想（2015年、監督：鈴木聖史）
- W〜二つの顔を持つ女たち〜（2015年、監督：藤田真一）
- 十字架（2016年、監督：五十嵐匠）
- 浅草・筑波の喜久次郎〜浅草六区を創った筑波人〜（2016年、監督：長沼誠）
- ママ、ごはんまだ?（2017年、監督：白羽弥仁）
- 夢の続きをもう一度（2017年、監督：土田準平）
- ...and LOVE（2017年、監督：松田圭太）
- 便利屋エレジー（2017年、監督：土田準平）
- やまない雨はない（2017年、監督：北﨑一教）
- インフォ・メン 獣の笑み、ゲスの涙（2017年、監督：金子智明）
- ライカ（2018年、監督：今関あきよし）
- 放課後戦記（2018年、監督：土田準平）
- 可愛い悪魔（2018年、監督：佐藤寿保）
- ナニワノノア（2018年、監督：北﨑一教）
- きばいやんせ!私（2019年、監督：武正晴）
- 最果てリストランテ（2019年、監督：松田圭太）
- みとりし（2019年、監督：白羽弥仁）
- 恋恋豆花（2020年、監督：今関あきよし）
- HARAJUKU〜天使がくれた七日間〜（2020年、監督：松田圭太）
- 劇場版・打姫オバカミーコ（2021年、監督：松田圭太）

### ドラマ
- やつらは多分宇宙人!（2010年、BSフジ）
- 博多ステイハングリー（2014年、テレビ西日本）
- 霊魔の街（2017年、新潟テレビ21）
- オンラインシネマ（2020年、ABEMA）

### バラエティ
- ○○温泉♨女子部（2015年、鹿児島讀賣テレビ）
- Arc Jewelの地上波はじめました。（2016年 - 2017年、TOKYO MX）

## 所属タレント

### 1部
女性
- 高城亜樹（元AKB48）
- 岡本椛里
- 岡あゆみ
- 岡村麻純
- 逢澤みちる
- 上大迫祐希
- 上枝恵美加（元NMB48）
- 冬由

男性
- 堀田眞三
- テジュ
- 佐藤考哲
- 渡辺裕也

### 2部
- 多田あさみ
- 夏本あさみ
- 葉月愛梨
- 原つむぎ
- ぷにたん（業務提携）
- 花岡舞依
- ゆめの凛華
- 明香琴子
- つぶらあい
- 天月愛
- 小鳥遊夏花
- ちなつ
- 南ナナ
- 林未珠
- 山下美咲
- 春谷美羽
- 須崎いち華
- 美波ふう

### 3部
女性
- 朝日いろは
- 美咲姫
- 安田成穂
- 白木ひこ

男性
- 矢内創太
- 山田知弘
- 愛太
- 肥後遼太郎
- 橋本悟志

### NEXT
女性
- 一條麗
- 七瀬まや
- 小池真優香
- 谷日登美
- 藤井花歩
- 佐々木日菜多
- 白澤リッサ
- 末永愛子

男性
- 秋江一
- 市來賢志
- 山本崇斗

### Senior
女性
- 伊藤そら
- 町野直子

男性
- 北川コヲ
- 桜井一
- 丹野辰哉

### YouTuber
- りり（riri）

### Specialist

#### Intellectual
- 稲垣雅之
- 柴田久美子
- 丈幻
- のりを
- MOI

#### Director
- 三枝健起
- 躰中洋蔵
- 梨本諦嗚
- たきみずなお

#### Artist
- 宮内タカユキ
- 影森潤
- 里見要次郎
- 福山憲三（KENZO）
- 犬飼伸二
- 秋葉カレン（SAHRA）
- miya

### 地域タレント
- 紫垣佐悠里（大阪府）
- 櫛橋治竜（大阪府）
- よし俣とよしげ（鹿児島県）
- まっぴーさくらじま（鹿児島県）
- 羅夢（高知県）

## 過去の所属タレント
- 秋吉久美子
- 荒木聡
- 生川凌平
- 池畑暢平
- 石田知之
- 伊藤亜斗武
- 今城沙耶（元カメトレ）
- 開坂映美
- 狩野博文
- 河合美智子
- 桐生桜来
- COCO
- 後藤快弥
- 櫻井淳子
- 佐々木ありさ
- 佐々木和徳
- 佐々木しほ
- 真田真帆（元カメトレ）
- 佐原ゆき
- 椎名糸
- シュアン
- 白宮奈々
- 杉本有美
- 杉本彩
- 園田あいか（元カメトレ）
- 高橋凛
- 立花サキ
- 橘のぞみ
- 土田準平
- 東坂みゆ（元フラミングの法則）
- 富田柊哉
- 中川翔太
- 永瀬永茉
- 永山愛翔
- 奈月セナ
- 七瀬美優（元D☆SHOUT）
- 橋本達
- 日里麻美
- 日向葵衣
- 古河由衣
- 麻亜子
- 松岡空
- 松宮倫
- 真宮葉月
- 三原魅珠
- 宮城智夏
- 宮島沙絵
- 村上りいな（元フラミングの法則）
- 百瀬菜月
- 森希翔
- 森下悠里
- 安田成穂
- 百合沙
- 渡辺マスミ
- 渡辺優太
- 和地つかさ

## クリエイターズ・フィールド
アイエス・フィールドによる映像製作プロジェクト。また、その映像制作に向けたワークショップなどを開き、嶋田豪、稲垣雅之、池畑暢平が講師を務める。様々な映画・舞台にもキャスティングとして参加している。